# Gare de Waarschoot
La gare de Waarschoot (en néerlandais : station Waarschoot) est une gare ferroviaire belge de la ligne 58, de Gand à Eeklo, située à proximité du centre de la commune de Waarschoot, dans la province de Flandre-Orientale en Région flamande.
Elle est mise en service en 1861 par la Compagnie du chemin de fer de Gand à Eecloo. C'est une halte ferroviaire de la Société nationale des chemins de fer belges (SNCB) desservie par des trains Suburbains (S) de la ligne S51 du réseau S Gantois.

## Situation ferroviaire
Établie à 7 mètres d'altitude, la gare de Waarschoot est située au point kilométrique (PK) 19,034 de la ligne 58, de Gand à Eeklo, entre les gares ouvertes de Sleidinge et d'Eeklo.

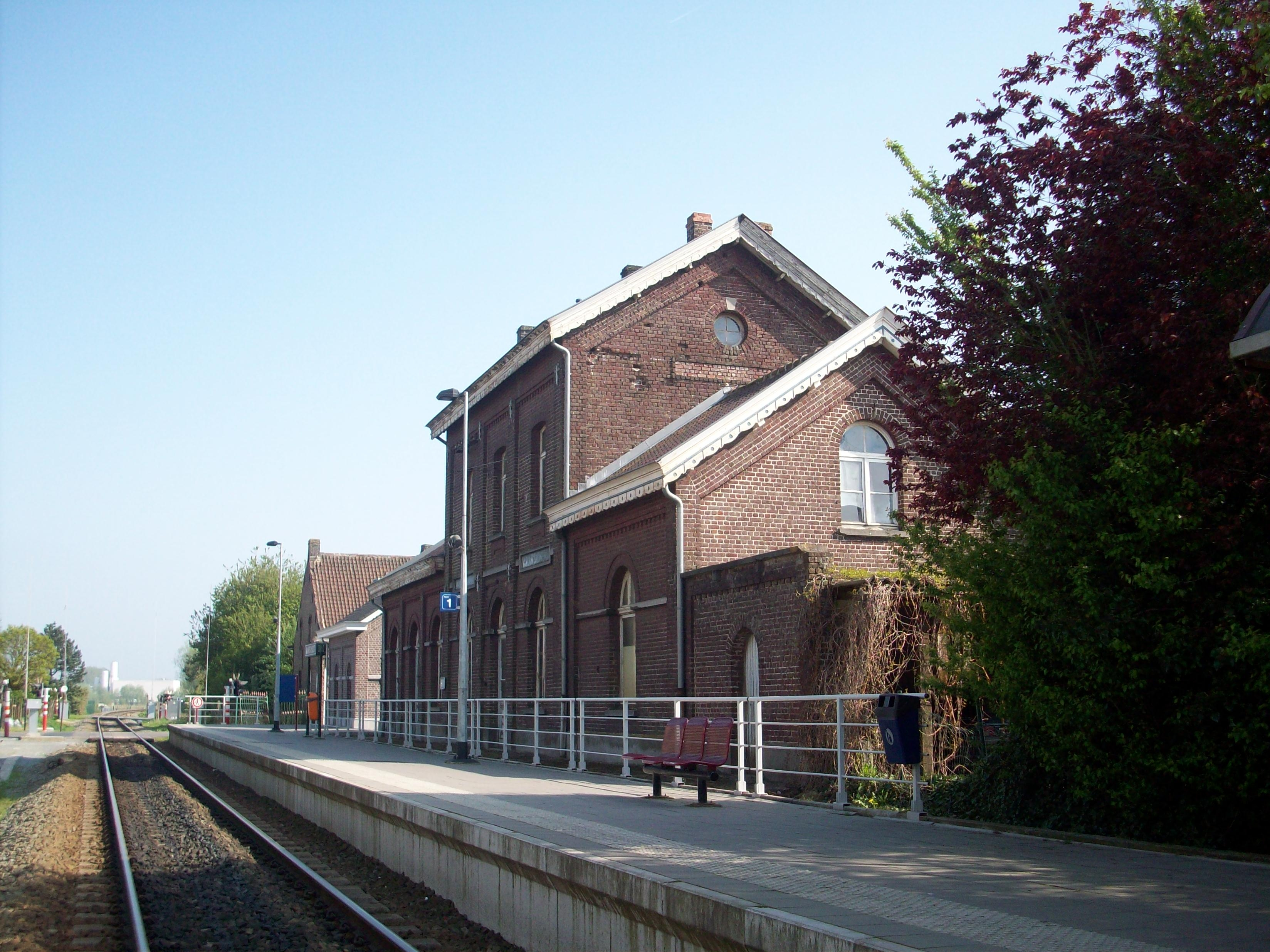
Intérieur de la gare.

## Histoire
La station de Waarschoot est mise en service par la Compagnie du chemin de fer de Gand à Eecloo, lorsqu'elle ouvre à l'exploitation son chemin de fer de Gand à Eecloo le 25 juin 1861.
En 1911, les Chemins de fer de l'État belge, qui ont repris la Compagnie de Gand à Eecloo en 1895, construisirent un nouveau bâtiment de gare, de type 1895 ; ce bâtiment existe toujours mais n’accueille plus les voyageurs ; le rez de chaussée accueille une brasserie appelée "Lijn 58".

## Service des voyageurs

### Accueil
Halte SNCB, c'est un point d'arrêt non géré (PANG), à accès libre.

### Desserte
Waarschoot est desservie par des trains Suburbains (S) de la SNCB, qui effectuent des missions sur la ligne 58 (Gand - Eeklo) (voir brochure SNCB).
En semaine, la gare est desservie, toutes les heures, par des trains S51 reliant Eeklo à Renaix via Gand et Audenarde, renforcés par des trains S51 d’heure de pointe reliant Eeklo à Gand-Saint-Pierre (une paire dans le matin, une autre l’après-midi).
Les week-ends et jours fériés, la desserte est composée de trains S51, toutes les heures, entre Eeklo et Renaix.

### Intermodalité
Un parc pour les vélos y est aménagé. Le stationnement des véhicules est possible à proximité.

## Comptage voyageurs
Ce graphique et tableau montre le nombre de voyageurs embarquant en moyenne durant la semaine, le samedi et le dimanche.
| Nombre de passagers qui embarquent à la gare de Waarschoot | Nombre de passagers qui embarquent à la gare de Waarschoot | Nombre de passagers qui embarquent à la gare de Waarschoot | Nombre de passagers qui embarquent à la gare de Waarschoot |
|                                                            | Semaine                                                    | Samedi                                                     | Dimanche                                                   |
| ---------------------------------------------------------- | ---------------------------------------------------------- | ---------------------------------------------------------- | ---------------------------------------------------------- |
| 1977                                                       | 190                                                        | -                                                          | -                                                          |
| 1978                                                       | 212                                                        | -                                                          | -                                                          |
| 1979                                                       | 194                                                        | -                                                          | -                                                          |
| 1980                                                       | 185                                                        | -                                                          | -                                                          |
| 1981                                                       | 183                                                        | -                                                          | -                                                          |
| 1982                                                       | 238                                                        | -                                                          | -                                                          |
| 1983                                                       | 189                                                        | -                                                          | -                                                          |
| 1984                                                       | -                                                          | -                                                          | -                                                          |
| 1985                                                       | -                                                          | -                                                          | -                                                          |
| 1986                                                       | -                                                          | -                                                          | -                                                          |
| 1987                                                       | -                                                          | -                                                          | -                                                          |
| 1988                                                       | 131                                                        | 30                                                         | 29                                                         |
| 1989                                                       | 199                                                        | 50                                                         | 48                                                         |
| 1990                                                       | -                                                          | 9                                                          | 11                                                         |
| 1991                                                       | 167                                                        | 50                                                         | 45                                                         |
| 1992                                                       | 155                                                        | 47                                                         | 52                                                         |
| 1993                                                       | 104                                                        | 55                                                         | 61                                                         |
| 1994                                                       | 153                                                        | 28                                                         | 47                                                         |
| 1995                                                       | 141                                                        | 23                                                         | 26                                                         |
| 1996                                                       | 182                                                        | 41                                                         | 116                                                        |
| 1997                                                       | 172                                                        | 30                                                         | 47                                                         |
| 1998                                                       | 225                                                        | 30                                                         | 34                                                         |
| 1999                                                       | 190                                                        | 38                                                         | 29                                                         |
| 2000                                                       | 219                                                        | 38                                                         | 40                                                         |
| 2001                                                       | 189                                                        | 35                                                         | 32                                                         |
| 2002                                                       | 168                                                        | 22                                                         | 40                                                         |
| 2003                                                       | 147                                                        | 47                                                         | 32                                                         |
| 2004                                                       | 143                                                        | 34                                                         | 32                                                         |
| 2005                                                       | 161                                                        | 30                                                         | 26                                                         |
| 2006                                                       | 180                                                        | 29                                                         | 34                                                         |
| 2007                                                       | 174                                                        | 10                                                         | 11                                                         |
| 2008                                                       | -                                                          | -                                                          | -                                                          |
| 2009                                                       | 191                                                        | 28                                                         | 28                                                         |
| 2010                                                       | -                                                          | -                                                          | -                                                          |
| 2011                                                       | -                                                          | -                                                          | -                                                          |
| 2012                                                       | 237                                                        | 50                                                         | 36                                                         |
| 2013                                                       | 227                                                        | 42                                                         | 35                                                         |
| 2014                                                       | 215                                                        | 49                                                         | 41                                                         |
| 2015                                                       | 184                                                        | 44                                                         | 22                                                         |
| 2016                                                       | 238                                                        | 43                                                         | 55                                                         |
| 2017                                                       | 188                                                        | 39                                                         | 36                                                         |
| 2018                                                       | 213                                                        | 109                                                        | 56                                                         |
| 2019                                                       | 263                                                        | 71                                                         | 87                                                         |
| 2020                                                       | 135                                                        | 69                                                         | 30                                                         |
| 2021                                                       | -                                                          | -                                                          | -                                                          |
| 2022                                                       | 201                                                        | 83                                                         | 52                                                         |
| 2023                                                       | 313                                                        | 61                                                         | 33                                                         |
| 2024                                                       | 228                                                        | 99                                                         | 62                                                         |